# Moskiewski Państwowy Instytut Stosunków Międzynarodowych
Moskiewski Państwowy Instytut Stosunków Międzynarodowych (Uniwersytet) Ministerstwa Spraw Zagranicznych Federacji Rosyjskiej (ros. Московский государственный институт международных отношений (университет) Министерства иностранных дел Российской Федерации) – Moskowskij gosudarstwiennyj institut mieżdunarodnych otnoszenij (uniwiersitiet) Ministierstwa inostrannych dieł Rosijskoj Fiedieracyji) – rosyjska uczelnia dyplomatyczna w Moskwie, kształcąca specjalistów z zakresu stosunków międzynarodowych. W skrócie Uniwersytet MGIMO MSZ FR (ros. МГИМО (У) МИД РФ – MGIMO (U) MID RF).
MGIMO powstał w 1944 z utworzonego w 1943 Wydziału Stosunków Międzynarodowych Uniwersytetu Moskiewskiego. Od 1994 posiada status uniwersytetu. Obecnie na 8 wydziałach i w 4 instytutach uczelni studiuje ok. 6 tys. studentów, w tym kilkuset z zagranicy, z ponad 60 państw świata. Zajęcia prowadzone są w języku rosyjskim lub angielskim. Wśród ponad tysiąca pracowników naukowych uczelni 122 ma tytuł profesora, w tym 22 jest członkami Rosyjskiej Akademii Nauk.
Od 1992 roku rektorem Uniwersytetu jest Anatolij Torkunow.

## Wydziały i Instytuty
W skład Uniwersytetu MGIMO wchodzi 8 wydziałów:
- Wydział Stosunków Międzynarodowych
- Wydział Prawa Międzynarodowego
- Wydział Międzynarodowych Stosunków Gospodarczych
- Wydział Dziennikarstwa Międzynarodowego
- Wydział Międzynarodowego Biznesu i Zarządzania
- Wydział Ekonomii Stosowanej i Handlu
- Wydział Zarządzania i Polityki
- Wydział Szkoleń Przeduniwersyteckich

Oraz 4 instytuty:
- Międzynarodowy Instytut Polityki Energetycznej i Dyplomacji
- Europejski Instytut Edukacyjny
- Instytut Stosunków Międzynarodowych i Zarządzania
- Szkoła Biznesu i Kompetencji międzynarodowych

## Absolwenci
- İlham Əliyev, prezydent Azerbejdżanu
- Štefan Füle, komisarz ds. rozszerzenia i polityki sąsiedztwa w Komisji Europejskiej
- Kirsan Ilumżynow prezydent Kałmucji, regionu Rosji
- Siergiej Jastrżembski, dyplomata rosyjski
- Adam Kobieracki, zastępca sekretarza generalnego NATO
- Andriej Kozyriew, b. minister spraw zagranicznych Rosji
- Ján Kubiš, b. sekretarz generalny Organizacji Bezpieczeństwa i Współpracy w Europie (OBWE) w latach 1999–2005, od stycznia 2009 sekretarz wykonawczy Komisji Gospodarczej ONZ ds. Europy (UNECE)
- Eduard Kukan, minister spraw zagranicznych Słowacji
- Siergiej Ławrow, minister spraw zagranicznych Rosji, były ambasador Rosji przy ONZ
- Petr Mładenow, b. prezydent Bułgarii
- Władimir Potanin, prezes holdingu Interros(inne języki)
- Lilija Szewcowa, ekspert Carnegie Endowment for International Peace(inne języki)
- Maroš Šefčovič, Wiceprzewodniczący Komisji Europejskiej, komisarz ds. stosunków międzyinstytucjonalnych i administracji
- Piotr Świtalski, stały przedstawiciel Polski przy Radzie Europy w Strasburgu.